# Marzena Rogalska
Marzena Rogalska z domu Kotarska (ur. 13 kwietnia 1970 w Przasnyszu) – polska dziennikarka telewizyjna i radiowa, autorka powieści i aktorka.

## Życiorys

### Rodzina i edukacja
W dzieciństwie mieszkała w Chełmku. Jest absolwentką Liceum im. Stanisława Konarskiego w Oświęcimiu.

### Kariera

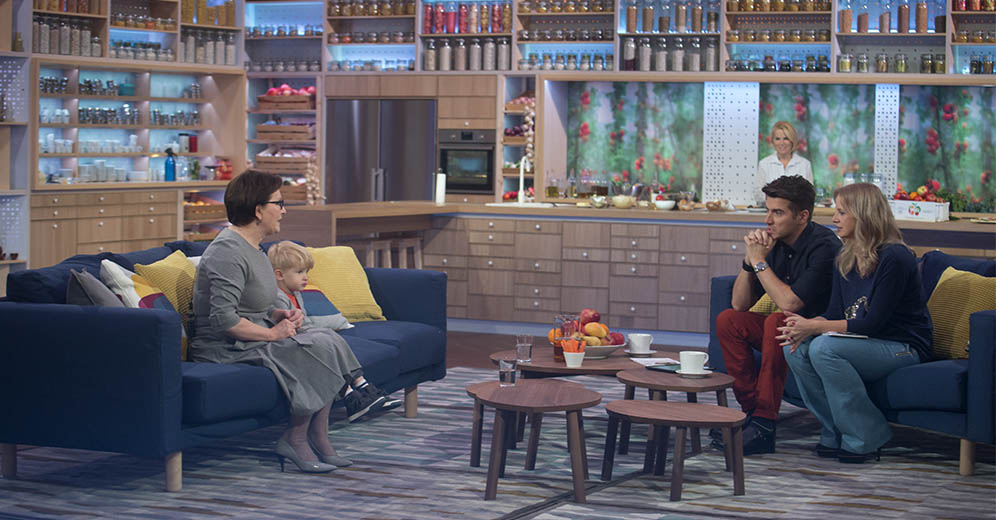
Tomasz Kammel i Marzena Rogalska na planie programu Pytanie na śniadanie w TVP2 (2015)

W 1997 rozpoczęła pracę w redakcji RMF FM, dla której prowadziła m.in. audycje: Na językach, Weekend bez granic, Halo, to ja i Świąteczne Marzenie, poza tym pracowała przy programach: Apteka Marzenia, Pałac Kultury i Słoneczny Patrol. W 2002 przeszła do Radia Kolor, w którym prowadziła audycję Zagraj swojej Marzenie. Współprowadziła poranny program Kuranty w Antyradiu. W październiku 2008 podjęła pracę w Radiu Złote Przeboje, w którym prowadziła programy: Między słowami, Rodzinne śniadanie, Co mi powiesz, jak Cię złapię?!, Co nas kręci, co nas podnieca!, Fajne przez poufne!, Rogalska od kuchni, Muzyka mojego życia, Piątek jak marzenie. Od 2024 prowadzi w nim sobotnią audycję Weekend jak marzenie.
W 1995 rozpoczęła pracę w krakowskim oddziale Telewizji Polskiej, dla którego prowadziła magazyn filmowy. W 1999 współprowadziła z Piotrem Goćkiem program Do kina czy na film. W latach 2004–2008 prowadziła talk-show Miasto kobiet w TVN Style, a w latach 2008–2009 – teleturniej Czy jesteś mądrzejszy od 5-klasisty? w TV Puls. W 2009 podjęła współpracę z Telewizją Polską, dla której prowadziła bądź współprowadziła programy w TVP2: Pytanie na śniadanie (2009–2021), Dzieciaki górą! (2009–2010), Przygarnij mnie (2015), Domy przyszłości (2016), Gotowi do gotowania. Start! (2019) i Zacznij od nowa (2021), poza tym była kapitanką jednej z drużyn w programie rozrywkowym Kocham cię, Polsko! (2009–2011) w TVP2 i prowadziła program To był rok! (2019–2020) w TVP1. W lutym 2021 zakończyła współpracę z TVP, co było szeroko komentowane w ogólnopolskich mediach. Jesienią tego samego roku rozpoczęła współpracę z Grupą TVN, dla której współprowadziła programy w TVN Style: Miasto kobiet (2021–2022), Rogalska show (2023–2024) i Małe światy według Marzeny Rogalskiej (2023–2024). Z Grupą TVN była związana do 2025. W sierpniu 2025 powróciła do TVP, zostając jedną z prowadzących program Pytanie na śniadanie w TVP2.
W marcu 2013 nawiązała współpracę z tygodnikiem „Wprost”. W 2016 wydała debiutancką powieść pt. „Wyprzedaż snów”, która w 2018 doczekała się kontynuacji w postaci książek „Gra w kolory” i „Druga miłość”. W latach 2021–2022 wydała powieści tworzące sagę o Karli Linde: Czas tajemnic, Kres czasów, Ostatnia nadzieja i Odzyskany los.

## Życie prywatne
Przez 14 lat związana z Pawłem Drzyzgą, bratem Ewy Drzyzgi. Obecnie jej partnerem jest Adam Kuna.

## Filmografia
- 2000: Zakochani jako dziennikarka RMF FM
- 2006: Magda M. jako prowadząca telewizyjny wywiad z Sebastianem (odc. 32)
- 2006: Job, czyli ostatnia szara komórka jako kobieta z taxi
- 2007: Testosteron jako świadkowa Alicji
- 2007: Niania (odc. 89)
- 2010: Apetyt na życie (odc. 11)
- 2013–2020: Barwy szczęścia jako Edyta Szatkowska
- 2018: Kobiety mafii jako prowadząca imprezę urodzinową „Padrina” (odc. 2)
- 2018: Kobiety mafii jako prowadząca imprezę urodzinową „Padrina”
- 2018: Kobiety mafii 2 jako dziennikarka

## Polski dubbing
- 2007: Harry Potter i Zakon Feniksa jako Mafalda Hopkirk
- 2007: Smyki
- 2008: Przygody Sary Jane
- 2009: Edek Debeściak
- 2010: Psy i koty: Odwet Kitty

## Występy (gościnne)
- Wystąpiła gościnnie na płycie zespołu Raz, Dwa, Trzy, a także w czasie koncertu jubileuszowego zespołu.
- W przeszłości występowała na festiwalach Fama oraz w musicalu Metro.
- Zaśpiewała piosenkę „Supertwarz” na płycie Code (2009) Matta Kowalsky’ego.